# Джоузеф Томпсън
Джоузеф Чесман Томпсън (на английски: Joseph Cheesman Thompson) е американски психоаналитик, шпионин, медицински офицер от флота.

## Биография

### Ранни години
Роден е през 1874 година в Ню Йорк, САЩ. През 1892 завършва Медицинското училище към Колумбийския университет, а през 1897 се присъединява към американската флота. На 18 май 1900 е разпределен на USS Бенингтън (военен кораб) и му е наредено да отиде до болницата Маре за неспецифично лечение.

### Психоаналитична кариера
В началото на 1920-те години Томпсън се заинтересува от фройдистката психоанализа и започва обучителна анализа с Хенри Грувънс през 1923 г. През 1924 г. става вицепрезидент на Вашингтонската психоаналитична асоциация, но през 1936 г., след като критикува американското психоаналитично учреждение за прекалено много отклоняване от Фройд, напуска асоциацията.

Докато д-р Томпсън е позициониран в Гуам, се сприятелява и става ментор на младия Л. Рон Хъбард, чийто баща също е там. За първи път се срещат през 1923 г. на борда на флотски транспорт от Гуам към Вашингтон, за който Хъбард по-късно написва: 
| „ | Първия човек, изследващ със Зигмунд Фройд, от американското правителство и довел психоанализата в американската флота. | “ |

Умира през 1943 година в Сан Франциско на 69-годишна възраст.